# Roger Couderc
Pour les articles homonymes, voir Couderc.

Roger Couderc à Sainte-Maxime, vers 1965.

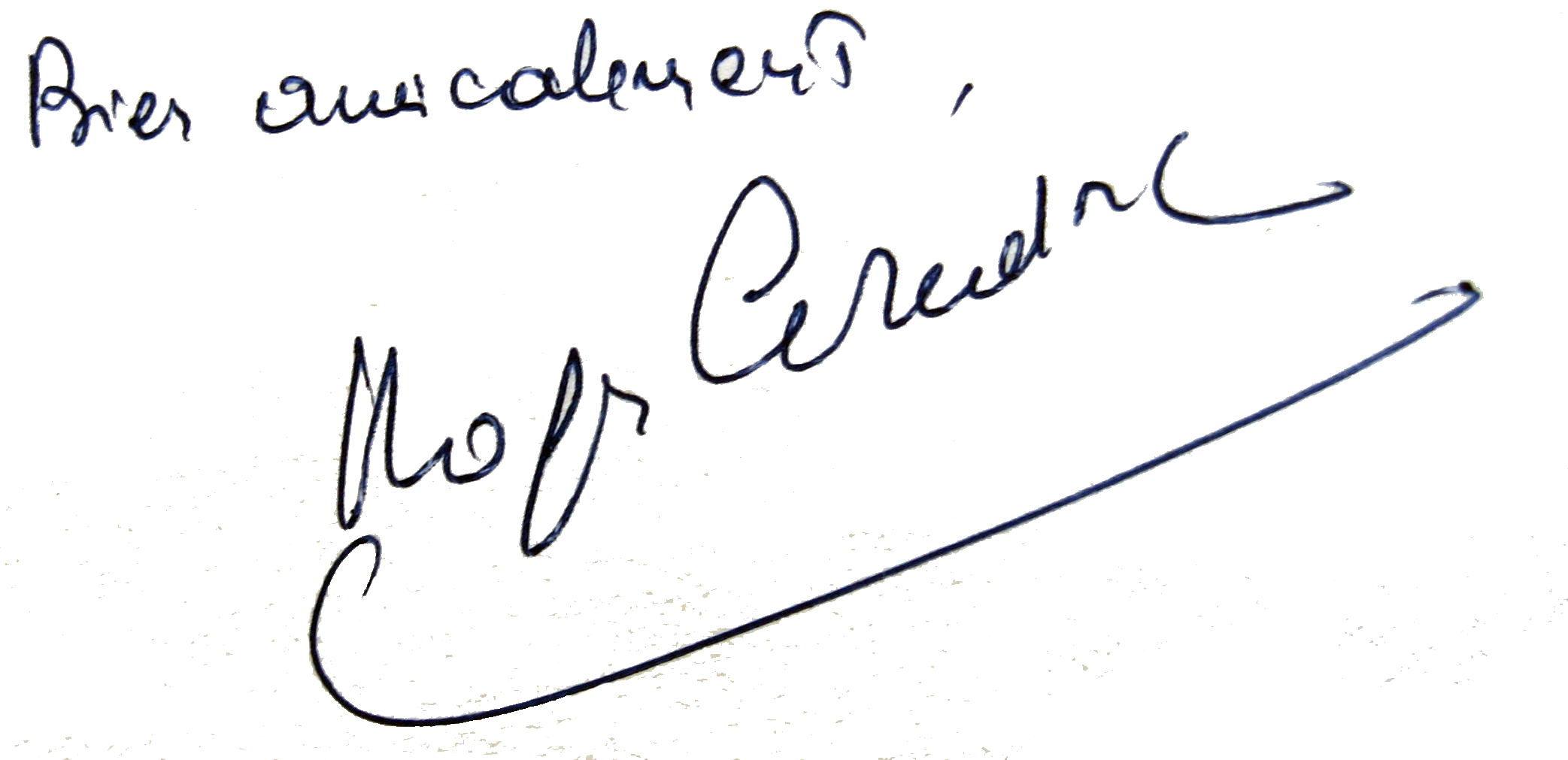
Dédicace de Roger Couderc.

Roger Couderc est un journaliste sportif français, spécialiste du rugby, né le 12 juillet 1918 à Souillac (Lot) et mort le 25 février 1984 à Bron. 
Ses commentaires enthousiastes, à la télévision et à la radio, ont grandement contribué à élargir la popularité du rugby en France. Les joueurs de l’équipe de France le surnommaient « le seizième homme du XV de France ».

## Biographie

### Jeunesse
Il naît à Souillac, où son père, Pierre, exploite l’hôtel de la Gare. Il est formé au rugby à « La Quercynoise », association sportive du lycée Gambetta de Cahors.
Son père veut en faire un cuisinier, mais, se sentant une vocation d'artiste, Roger préfère, à quinze ans, monter à Paris. Il étudie à l'école nationale supérieure des beaux-arts. À vingt ans, ayant du mal à subvenir à ses besoins, il se tourne vers le journalisme. Il entre à l’agence de presse Fournier en tant que stagiaire.
En 1939, au début de la Seconde Guerre mondiale, il est mobilisé à Agen, dans le 12e régiment d’artillerie coloniale. Fait prisonnier, il est envoyé en Allemagne, au stalag XIII A. Il participe à la reconstruction d'un stade. Blessé au genou dans un bombardement, il est autorisé après trois ans de captivité à rentrer en France. Il est désormais de santé fragile.
Redevenu journaliste, il réalise une exclusivité en étant le premier à interviewer Marcel Ravidat, l'un des découvreurs de la grotte de Lascaux.
En 1943, il rencontre Fernande Gilard, dite « Noune », une jeune fille de Mauvezin, dans le Gers. Il l'épouse en 1944. Le couple a deux enfants, Christine (née en 1944) et Laurent (né en 1946).
En 1944, il rencontre François Mitterrand, directeur du journal Libres dont il est un des reporters. Ils déjeunent parfois ensemble au Café du Croissant. Devenu président de la République française, celui-ci lui remettra en personne à l'Élysée, en septembre 1982, en présence de quatre ministres, les insignes de Chevalier de la Légion d'honneur lui disant : "Vous avez inventé un métier". Cette remise se fait en présence de sa famille, dont notamment son père âgé de 94 ans.
Il joue trois-quarts aile à la Renaissance sportive mauvezinoise. Il avoue : « J'étais de l'espèce la plus répandue, la plus méritante aussi, celle des tocards persévérants. »
Il se joint au maquis du Gers. En 1944, il collabore à Libre (organe des prisonniers de guerre et déportés), que dirige François Mitterrand ; puis au  Courrier de la Nièvre, à La Dépêche du Midi, au Midi olympique et à L'Auto-Journal. Il est ensuite journaliste radiophonique à Radio Luxembourg et à Europe no 1. Il s’y spécialise dans le rugby et le sport automobile.

### Journaliste de radio-télévision
Recruté par Georges Briquet, il entre comme journaliste de radio à la RTF, au début des années 50. Il continue dans le reportage sportif, « couvrant » le rugby à XIII, à l'époque très en vogue, ainsi que les courses d’automobiles . Puis il passe à la télévision en 1958-59 où il commente « les deux rugby »,  le catch, le tennis et il anime le jeu télévisé La Tête et les Jambes. À partir de 1961, il participe, aux côtés de Thierry Roland et Robert Chapatte, à l'émission sportive Les Coulisses de l'exploit. Il fait partie de l'équipe de « Sports Dimanche » où il guide les débuts de Michel Drucker .En 1962, il fait aussi partie de l'équipe d'animateurs du jeu télévisé Intervilles, tout en devenant le spécialiste incontesté du rugby à XV, faisant connaître le tournoi des Cinq nations jusqu'au nord de la Loire. À partir de 1963, il anime « Le Temps des loisirs ». C’est dans le cadre de cette émission qu’il mène une interview « rigolote » de Brigitte Bardot sur le tournage d'Une ravissante idiote. En 1965, il écrit un roman policier, Le Nez de Siméon.

#### Catch
Durant les années 1960, le vendredi soir, il commente les grandes soirées de catch télévisées, en direct de l'Élysée-Montmartre et de la salle Wagram. C'est l'époque de célèbres lutteurs comme L'Ange Blanc ou Le Bourreau de Béthune. Les commentaires tonitruants et pleins de vie de Roger — flamboyants, indignés ou hilares — ravissent les téléspectateurs[non neutre]. « Techniquement, écrit le catcheur lorientais Jean Corne, il ne connaît rien au catch. Il fait oublier cette carence par une façon toute méridionale[pas clair]. Son truc, c'est la partialité […] Et lorsque Couderc prend fait et cause pour les bons contre les méchants, on y croit. » Le 20 janvier 1961, il met lui-même la main à la pâte en luttant contre un spectateur agressif.

#### Rugby
C'est le rugby à XV  qui lui vaut sa plus grande popularité. « Seigneur du micro », il n'a pas son pareil pour « transformer une charge d'avants biterrois en épopée hollywoodienne », pour « pousser en mêlée avec les Spanghero, pour feinter la passe comme Gachassin, pour relancer de l'en-but comme les frères Boni. » Sa ferveur, sa bonne humeur, son chaleureux accent occitan, ses commentaires bouillonnants, parfois chauvins mais toujours bon enfant, contribuent fortement à faire aimer le rugby dans son pays. Infatigable supporter de l'équipe de France, il encourage plus qu'il ne commente, au point d'être surnommé par les joueurs le « seizième homme du XV de France ». Son vibrant « Allez les petits ! » — lancé à des géants de plus de 100 kilos — devient vite célèbre. Parmi les joueurs qu’il interviewe, se trouve celui qui deviendra bien plus tard son complice à l’antenne, Pierre Albaladejo : « Avec sa gouaille et son enthousiasme, dit Albaladejo, on avait l'impression de l'avoir déjà rencontré quelque part. Il émanait de lui une telle chaleur communicative qu'on se sentait son ami dès la première fois qu'on lui parlait […] Enthousiaste, volubile, débordant de vitalité […] Il avait une propension instinctive à l'exagération sous toutes ses formes […] Il exagérait tout et tout le temps, pas uniquement lorsqu'il commentait. » Le journaliste et réalisateur Christophe Duchiron voit en Roger Couderc « un précurseur dans le commentaire sportif en direct […] C'est une mer déchaînée, une pulsion passionnelle, une déferlante de sentiments. » L’intéressé reconnaît : « Je n'ai pas la prétention de faire vivre un match avec la technique. J'aurais trop peur d'endormir les gens. » Pour Albaladejo, « Roger Couderc a apporté, spontanément, une dimension épique au rugby. Il a à la fois dramatisé et dédramatisé le jeu. Il avait un don exceptionnel pour tout mélanger, l'essentiel et l'anecdotique, l'important et le futile. Il voyait un match à sa manière et en parlait également à sa manière. »

#### Mai 68
En 1968, un vaste mouvement social enfièvre la France. Du 17 mai au 23 juin, une grève paralyse l'ORTF, et se prolonge en ce qui concerne la télévision jusqu'au 12 juillet. Roger Couderc et Robert Chapatte tiennent des discours enflammés à la Sorbonne, devant les étudiants révoltés. Roger Couderc les encourage de son célèbre « Allez les petits ! » Le calme revenu, une centaine de journalistes sont mutés ou licenciés. Roger Couderc est dans la charrette, en compagnie d'autres journalistes sportifs comme Raymond Marcillac, Robert Chapatte ou Thierry Roland…

### Retour à la radio
Il retourne alors à la radio, d’abord à Radio Luxembourg, devenue RTL, où il reste deux ans. Puis, en 1971, il retrouve Europe no 1. Là, on lui confie le rugby, en lui adjoignant un consultant qui vient d’officier deux ans durant au côté du journaliste Emile Toulouse : Pierre Albaladejo, ancien demi d'ouverture de l'US Dax et de l'équipe de France. En mettant en place un tandem de commentateurs, Europe no 1 inaugure la formule « un journaliste, un consultant » largement répandue aujourd'hui. Les rôles sont bien répartis : Roger exulte, tempête, bout, déborde de lyrisme et de parti-pris ; « Bala », pondéré, moins partial, technicien pédagogue, corrige les approximations de son partenaire, éclaire les phases obscures du jeu. De 1971 à 1974, nombre de Français prennent donc l'étrange habitude de regarder les matchs de rugby en coupant le son de leur téléviseur et en allumant la radio pour bénéficier des commentaires de Couderc et d'Albaladejo. Roger s'en amuse, en clamant à l'antenne : « L'équipe de France joue en bleu sur la gauche de votre transistor, l'équipe d'Angleterre en blanc du côté droit… » Pierre Albaladejo est impressionné : « Il tenait tout le match, sans un répit de récupération. À sa façon, ce garçon qui n'avait pas une santé à toute épreuve se trouvait transfiguré dès lors qu'on lui brandissait un micro. En vérité, Roger était né pour communiquer, spontanément et instinctivement. C'était sa deuxième nature. »

### Retour à la télévision
Marcel Jullian le rappelle à la télévision, sur Antenne 2, qui naît le 1er janvier 1975,,. Roger y assure les commentaires des matchs de rugby, toujours épaulé de Pierre Albaladejo. Leur premier match est France-Galles, le 18 janvier. Roger appartient également à l'équipe du magazine hebdomadaire sportif Stade 2.  Le 14 juillet 1979, à Auckland, il se montre à la hauteur d'un événement considérable : « Pour la première victoire française en  Nouvelle-Zélande, raconte Albaladejo, il a disjoncté. Il a commenté le dernier essai… en chantant. »
Le 21 septembre 1982, au palais de l'Élysée, il est fait chevalier de la Légion d’honneur par le président Mitterrand. 
Le dernier match international qu'il commente est France-pays de Galles, le 19 mars 1983. L'équipe de France joue en blanc. Le maillot de son capitaine, Jean-Pierre Rives, est spectaculairement ensanglanté, à la suite d'un choc avec Serge Blanco. Lors du banquet d'après-match, Jean-Pierre Rives offre ce maillot à Roger Couderc. 
Roger Couderc prend sa retraite après la finale Béziers-Nice du Championnat de France, le 28 mai 1983.
Il meurt quelques mois plus tard, le 25 février 1984, à l'hôpital Pierre-Wertheimer de Bron. Il repose à Mauvezin, selon sa volonté, « la tête près du clocher, pour entendre s'égrener les heures de la vie des autres, et les pieds tournés vers les poteaux de rugby du stade tout proche afin de ne pas rater une transformation ».

## Publications

### Ouvrages de sport
- Le Rugby, la Télé et Moi, Solar, 1966.
- Dans les coulisses du rugby, coll. « Bibliothèque Rouge et Or - Télé-Souveraine », Société nouvelle des éditions GP, 1967.
- Au soleil du rugby, avec Henri Garcia, coll. « Service », Marabout, 1971.
- Le Livre d'or du rugby, avec Pierre Albaladejo, Solar, parution annuelle de 1975 à 1980.
- Le Rugby, avec Jean Soulacroix, coll. « La règle du jeu », Saint-Mards-en-Othe, M. Capron, 1982.
- Adieu, les petits, Solar, 1983.

### Romans policiers
- Le Nez de Siméon, Librairie des Champs-Élysées, Le Masque, no 860, 1965.
- La Folle Nuit de San Francisco, Librairie des Champs-Élysées, Le Masque, no 950, 1967.

## Hommages

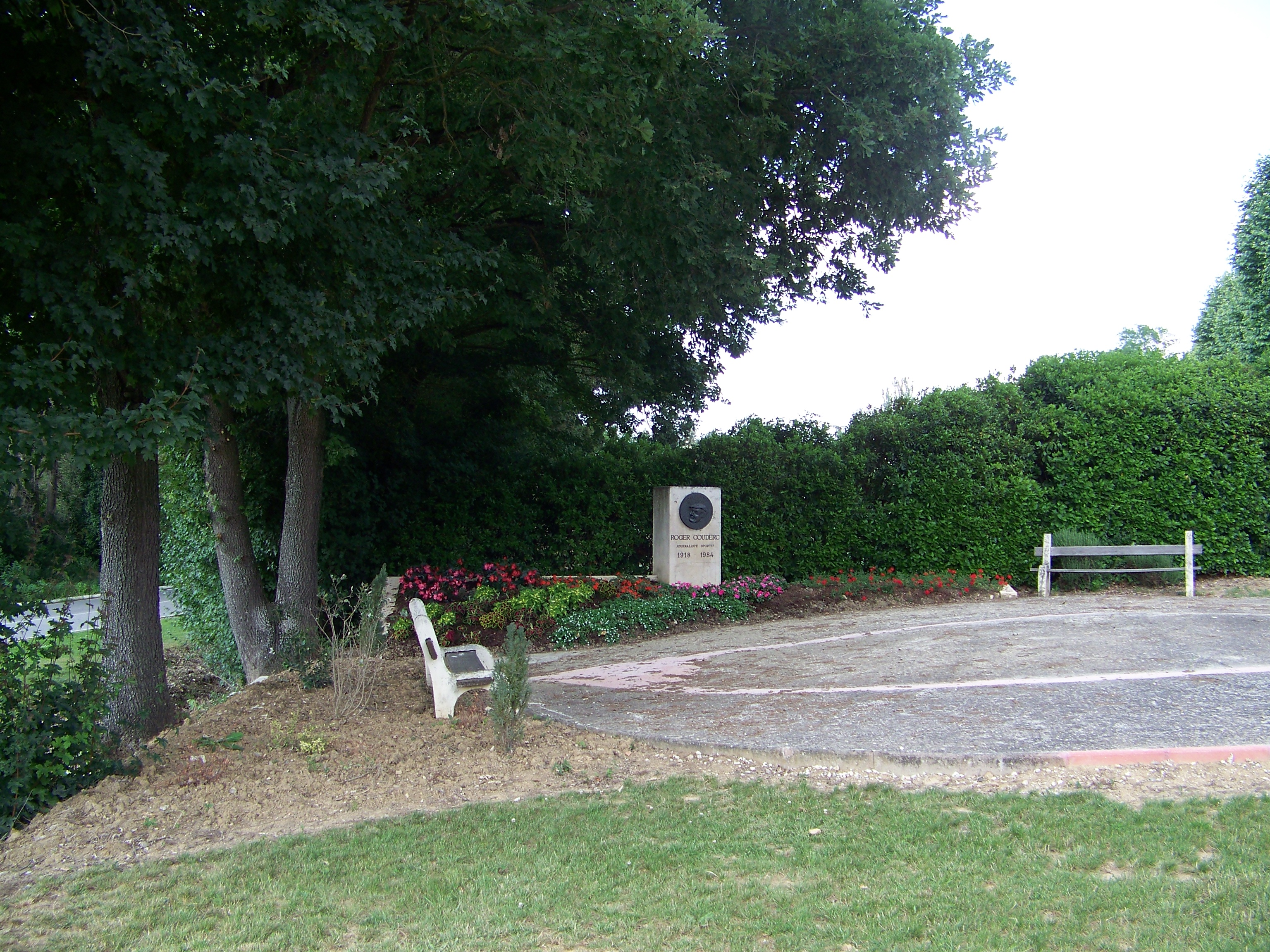
Jardinet en forme de ballon de rugby, et stèle dédiée à Roger Couderc, à Mauvezin.

- En 2007, une trentaine de stades et complexes sportifs portent son nom en France[4] : stades à Marseille, Vitry-sur-Seine, Combs-la-Ville, Port-la-Nouvelle, Montigny-le-Bretonneux, Nogent-sur-Seine, Feytiat, etc. ; gymnases à Montpellier, Torcy, Saint-Étienne, etc. ; piscine à Saint-Chamond.
- il y a des avenues impasses ou des rues qui portent son nom à Souillac, Champcevinel, Boulazac, Limoges, Beauvais, Étival-lès-le-Mans, Soliers, Vénissieux, Roanne, Fonsorbes, Montpellier, Dreux, Ambarès-et-Lagrave près de Bordeaux, etc.
- Une stèle est érigée en son honneur à Mauvezin, dans un petit jardin dessiné en forme de ballon de rugby. Il se trouve à la sortie de la ville ( 43°43'29.0"N 0°52'25.7"E ), au carrefour de la route d'Auch (D 928) et de celle de Fleurance (D 654), baptisée avenue Roger-Couderc.
- Un timbre à son effigie (le premier d'une collection liée à la coupe du monde de rugby) est édité le 14 avril 2007[43].
- Une Allée Les petits existe au Parc des Princes, en hommage à l'expression « Allez, les petits ! » de Roger Couderc. Il s'agit du couloir menant des vestiaires à la pelouse[44].
- Pierre Salviac qui a commenté 500 matchs de rugby pour Antenne 2 puis France Télévisions de 1984 à 2005, s'est présenté tout au long de sa carrière comme « successeur de Roger Couderc ».
- Un gymnase porte également son nom dans la commune de Feytiat (87).
- Il est nommé Gloire du sport par la Fédération des internationaux du sport français (FISF) en 2023[45].

## Lieux de villégiature
Il fut un hôte assidu de Sainte-Maxime, dans le domaine de Beauvallon, où il possédait une maison proche de celle de Robert Chapatte.

### Documentaire
- Roger Couderc, le 16e homme de Christophe  Duchiron, MFP-INA, 2014.